# Rdest plamisty
Rdest plamisty (Persicaria maculosa) – gatunek z rodziny rdestowatych (Polygonaceae). Pospolity w całej Polsce chwast i roślina lecznicza wykorzystywana w lecznictwie ludowym.

## Rozmieszczenie geograficzne
Naturalny zasięg geograficzny obejmuje rozległe przestrzenie Azji od Dalekiego Wschodu, Chin, Indonezji poprzez Azję Środkową (na południu sięgając po Nepal) po rejon Kaukazu. W Europie przez jedne źródła uznawany za naturalny jedynie w części wschodniej (Rosja), inne wskazują na bardziej rozległy zasięg przyznając, że na części terenów gatunek został zawleczony. Spotykany jest niemal w całej Europie. W Polsce gatunek uznawany za rodzimy, pospolity na całym terenie.

## Morfologia

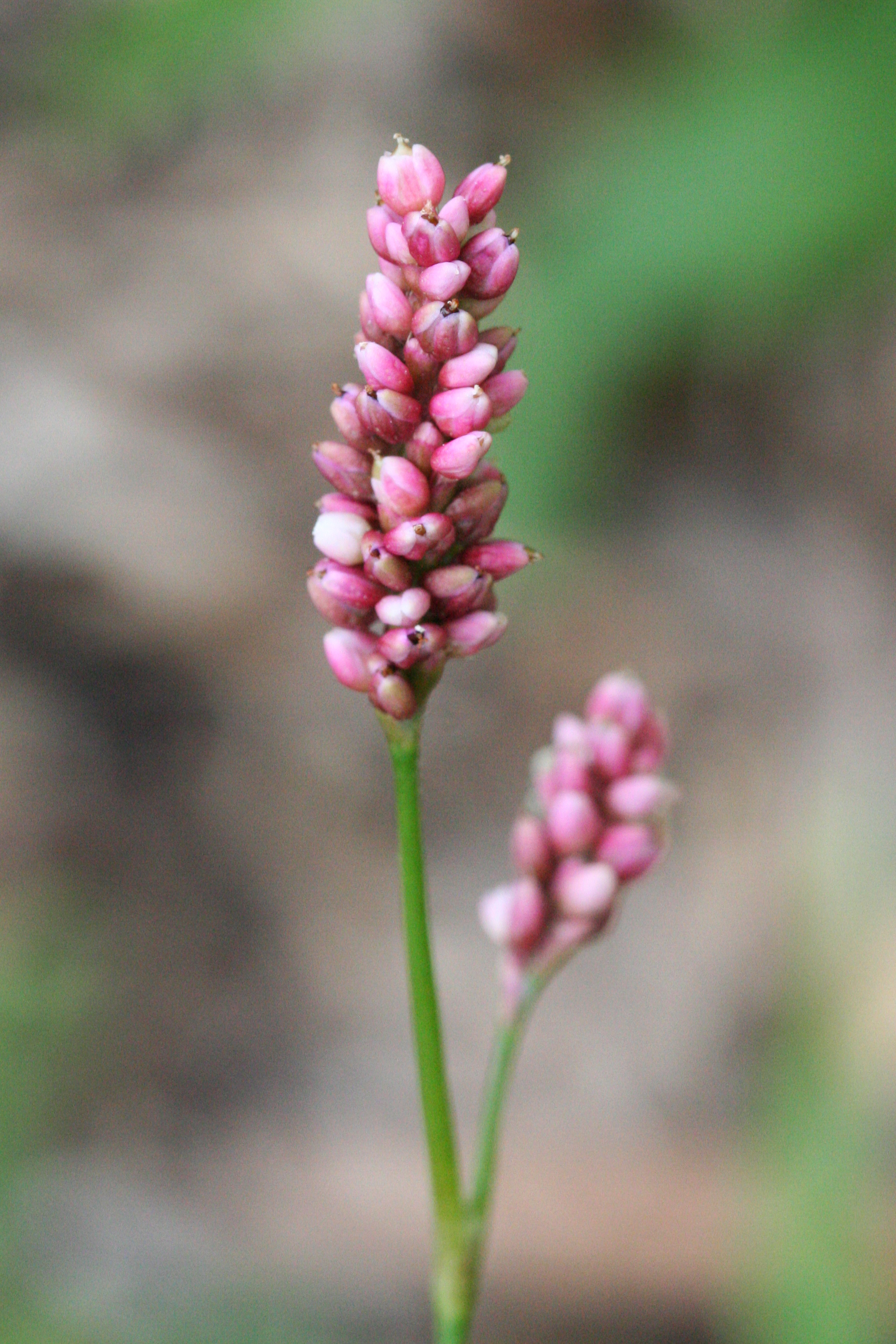
Kwiatostan

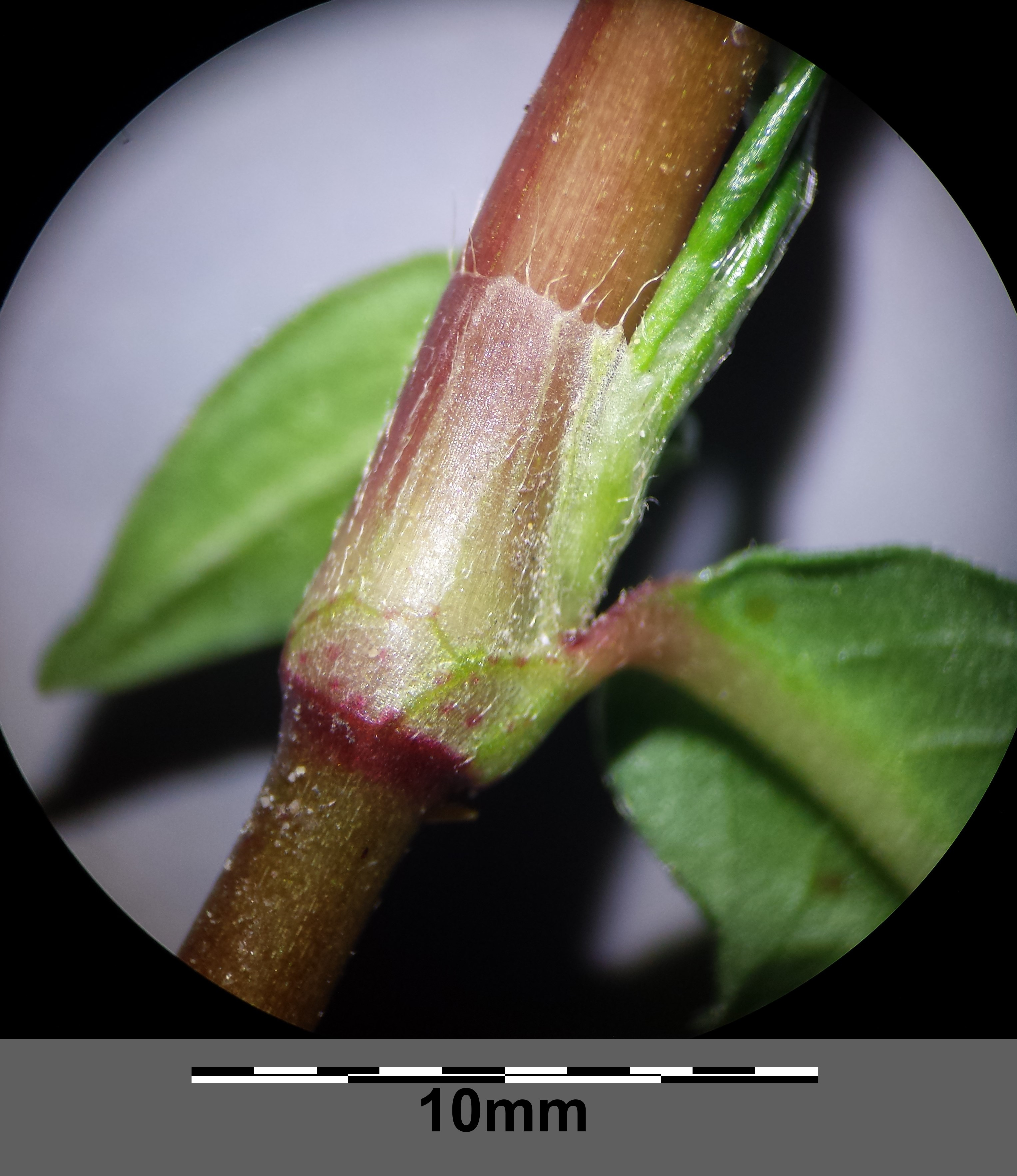
Gatka

ŁodygaPodnosząca się lub wyprostowana o wysokości 10–60 cm.
LiścieLancetowate lub równowąskolancetowate, długo zaostrzone, z bardzo krótkim ogonkiem. Na wierzchu blaszki liściowej w części centralnej często obecna jest ciemna plama. Na brzegu liścia i nerwach obecne są krótkie szczecinki, także na końcach gatki włoski do 3 mm długości, przylegające włoski obecne na całej gatce.
KwiatyZebrane w gęstym kłosie. Okwiat różowy, 6-członowy, okwiat i szypułki kwiatowe nagie.
OwoceDrobny, 3-kanciasty lub soczewkowaty orzeszek.

## Biologia i ekologia
Roślina jednoroczna. Występuje w miejscach wilgotnych na brzegach rzek, na przydrożach, na polach i w ogrodach jako chwast w uprawach warzyw i roślin okopowych. Kwitnie od lipca do października, jest rośliną miododajną. Roślina jest trująca dla świń.

## Zmienność
Gatunek bardzo zmienny pod względem sposobu wzrostu oraz kształtu liści i kwiatostanu. Tworzy mieszańce z rdestem ostrogorzkim, mniejszym, szczawiolistnym i łagodnym.

## Zastosowanie
- Roślina lecznicza: Ziele rdestu plamistego Herba Persicariae zawiera flawonoidy, garbniki, olejek eteryczny, śluz[9]. Stosowane było w medycynie ludowej jako środek przeciwkrwotoczny (w leczeniu hemoroidów), moczopędny, przeciwzapalny[9]. Ma podobne własności lecznicze, jak rdest ostrogorzki, tylko w odróżnieniu od niego nie posiada ostrego i piekącego smaku[9].
- Ziele służyło dawniej do barwienia tkanin na żółto[9].